# Wiek bezwzględny
Wiek bezwzględny - to wiek skał lub zdarzeń geologicznych wyrażony w latach, które upłynęły od tego zdarzenia do dziś.
Metody badań:
- radiometryczna (izotopowa)

- warwowa

- dendrochronologiczna

- tefrochronologiczna

- termoluminescencji

- pól pleochroicznych

Wszystkie powyższe metody są tylko pomiarem (mniej lub bardziej szacunkowym) upływającego czasu. Uzyskany wynik pomiaru, ze względu na ograniczenia metodologiczne, niekoniecznie odpowiada temu jaki był w rzeczywistości.